# 高格納島

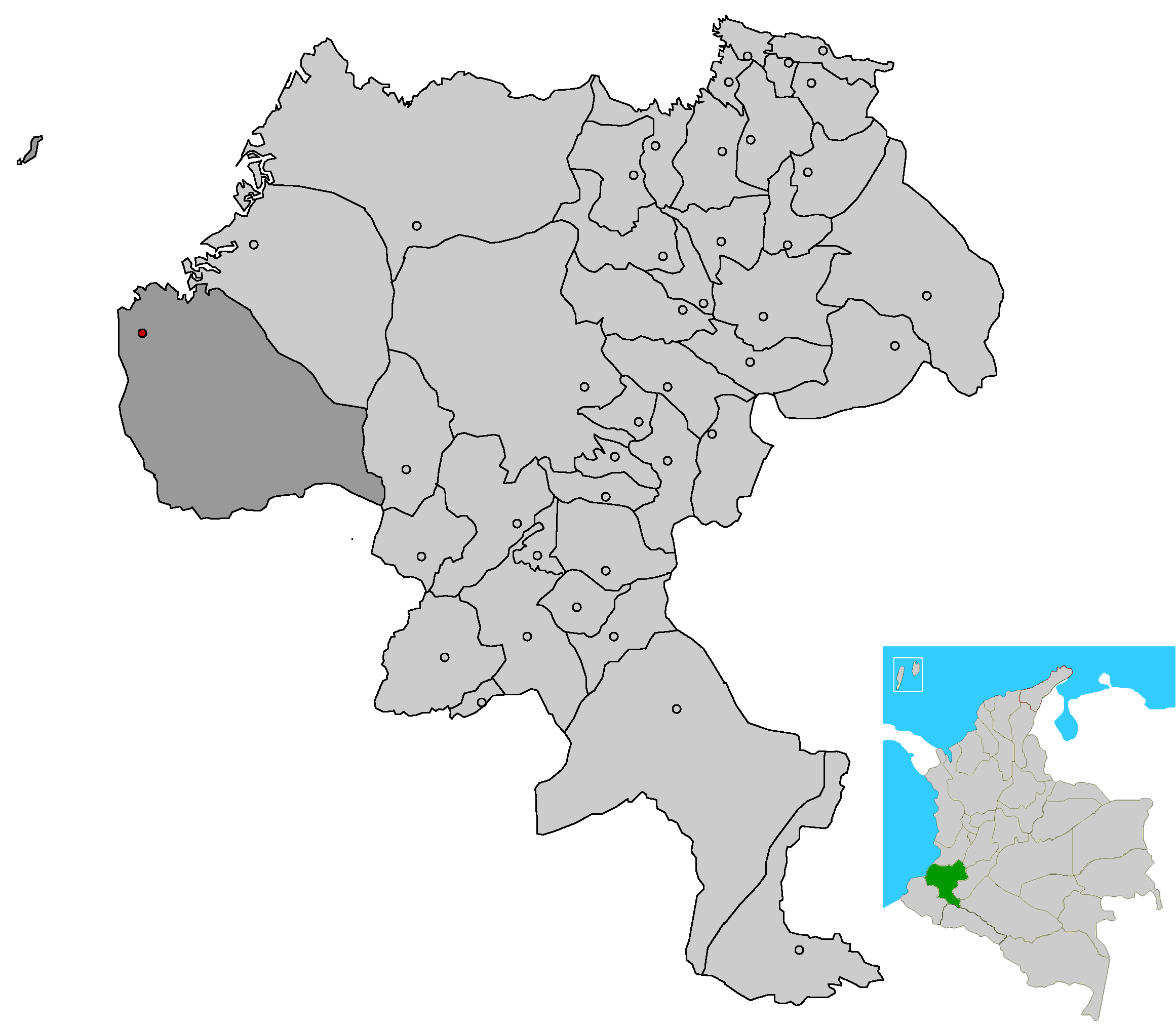

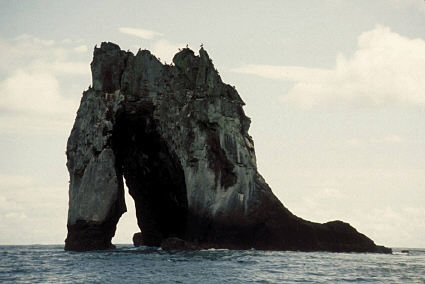

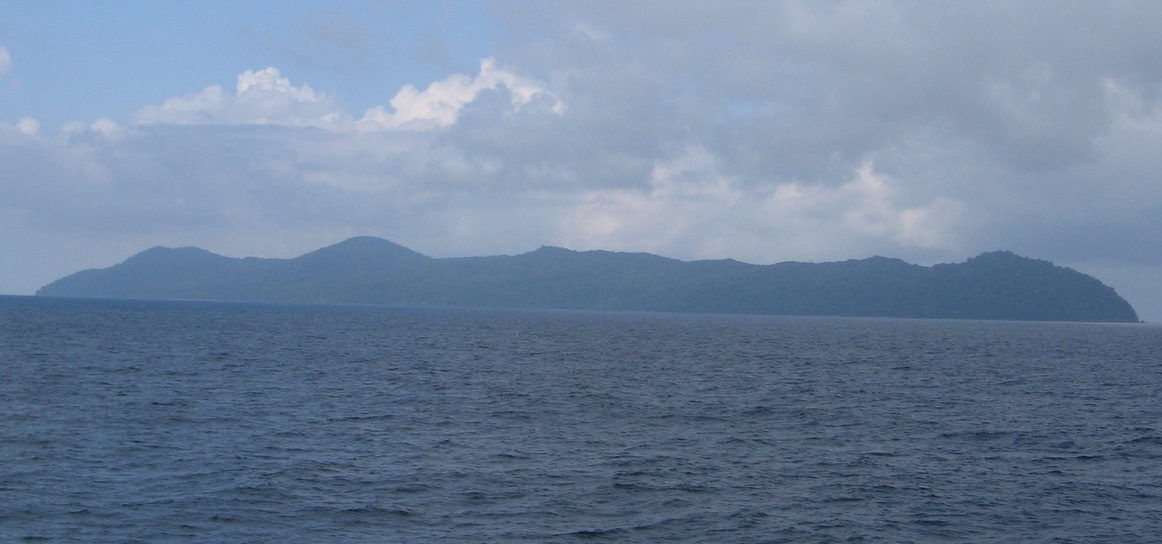

高格納島是哥倫比亞的島嶼，位於太平洋海域，距離該國大陸28公里，由考卡省負責管轄，長9公里、寬2.5公里，面積26平方公里，最高點海拔高度338米，島上無人居住。

## 外部連結
- （西班牙文） University of Valle;  Biological Monitoring for Contamination （页面存档备份，存于）

2°58′03″N 78°10′49″W / 2.96750°N 78.18028°W